# Володимирівка (Волноваський район)
Володи́мирівка — селище в Ольгинській селищній громаді Волноваського району Донецької області України.

## Географія
Володимирівка знаходиться на річці Кашлагач (права притока Мокрі Яли). Відстань до райцентру становить близько 23 км і проходить автошляхом місцевого значення.

## Символіка
Щит поділено кутоподібно на зелене верхнє та червоне нижнє поле, на якому по центру складено 11 срібних брусків у формі шеврону. На червоному полі - срібне полум'я, що в сукупності з брусками, символізує відпал вогнетривів. Це найбільше підприємство селища - Великоанадольський Вогнетривкий комбінат. Його у 1896 році побудували представники Бельгійського товариства. Вгорі зображені терези Архангела Михаїла, на честь якого побудована церква в селі.
На гербі 2002 року у зеленому полі складена зі срібної цегли піч, червлена всередині зі срібним полум'ям, що супроводжується внизу срібнимим літерами 1840.

## Історія
Засноване у 1840 році переселенцями Харківської, Полтавської, Курської та Орловської губерній.
Смт Володимирівка знаходиться у північно–східній частині Волноваського району. Селище займає частину Донецько-Волноваського плато, розташоване по обидві сторони колись повноводної річки Кашлагач, правої притоки річки Мокрі Яли. Розташоване за 30 км від районного центру м. Волноваха, за 15 кілометрів від залізничної станції Велико-Анадоль.
В період заснування селища старостою був Гладченко Володимир, людина з перших поселенців з Харківської губернії. В честь нього і було назване селище Володимирівка.
1896 році представниками Бельгійського товариства був збудований невеликий вогнетривкий завод. Сьогодні Великоанадольський Вогнетривкий комбінат — високотехнологічне підприємство, яке спеціалізується на випуску алюмосилікатних шамотних виробів. Споживачами, яких є понад одна тисяча підприємств металургійної, коксохімічної, машинобудівельної, скляної галузей України та зарубіжжя.
1903 року в селищі було відкрито першу школу.
Влітку 1920 року поблизу Володимирівки частини дев’ятої стрілецької дивізії під командуванням М.В. Куйбишева (брата Куйбишева В.В.) зупинила наступ білогвардійців, що намагалися захопити центральні райони Донбасу. На честь бійців, що загинули в роки Громадянської війни, в селищі встановлено пам’ятник.
У вересні 1920 року була створено місцева рада, головою був обраний Демочка Василь.
У 1928 році створено ТСОЗ, яке в 1930 році стало колгоспом і називалося Радянське, або Рад-село. Першим головою колгоспу був Лещенко Степан Йосипович. В теперішній час це відділення АТЗТ «ЕКОПРОД А.Т.», що спеціалізується на виробництві зернових культур і соняшника.
На території селища Володимирівка у 1981 році відкрито музей Великоанадольського вогнетривкого комбінату, в якому зібрано експонати історії розвитку вогнетривкої промисловості та експонати історії розвитку селища.
Величний і могутній, казково чарівний і пишний Свято-Архангело-Михайлівський храм, названий в честь святого Михайла, у селищі Володимирівка. Головна святиня храму — Володимирська ікона пресвятої Богородиці. Влітку 1905 року в храмі спалахнула пожежа, вогнем було знищено майже все церковне майно, але ікона дивом залишилася неушкодженою. Відтоді вона стала дорогоцінною для сельчан. За минулі роки храм перетворився на справжнє диво архітектурного мистецтва.
Вночі проти 22 травня 2014 року, ближче до 6-ї години ранку між Великоанадолем (Ольгинка) і Володимирівкою поблизу міста Волноваха стались бойові зіткнення російських терористів з українськими військовиками 51-ї окремої механізованої бригади.
Згідно з рішенням селищної ради від 02 листопада 2015 року № VI/69-616 у смт Володимирівка перейменовано міський будинок культури ім. Кірова на Володимирівський МБК.
У березні 2022 року Володимирівку окупували російські війська.

## Населення

### Мова
Розподіл населення за рідною мовою за даними перепису 2001 року:
| Мова            | Кількість | Відсоток |
| --------------- | --------- | -------- |
| українська      | 4906      | 67.10%   |
| російська       | 2368      | 32.39%   |
| білоруська      | 7         | 0.10%    |
| румунська       | 5         | 0.07%    |
| грецька         | 3         | 0.04%    |
| вірменська      | 1         | 0.01%    |
| циганська       | 1         | 0.01%    |
| болгарська      | 1         | 0.01%    |
| інші/не вказали | 20        | 0.27%    |
| Усього          | 7312      | 100%     |

За даними перепису 2001 року населення селища становило 7312 осіб, із них 67,1 % зазначили рідною мову українську, 32,39 % — російську, 0,1 % — білоруську, 0,07 % — молдовську, 0,04 % — грецьку, а також 0,01 % — болгарську, німецьку та циганську мови.

## Персоналії
Уродженцем селища є Івашкевич Григорій Мефодійович (1919—1991) — Герой Радянського Союзу.